# Walter Reuther

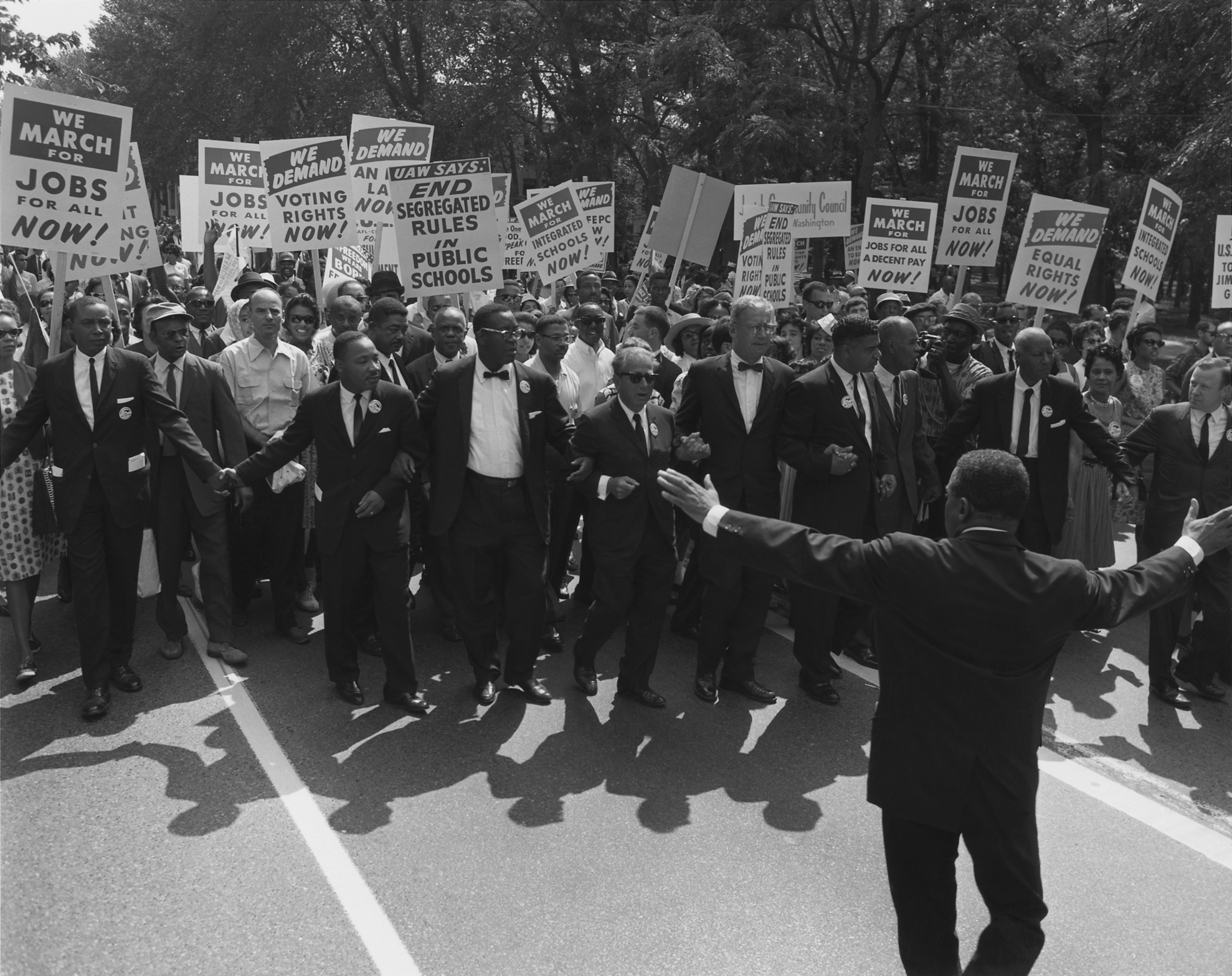
Walter Reuther (längst till höger) vid Marschen till Washington 1963 till stöd för Medborgarrättsrörelsen.

Walter Philip Reuther (IPA: /ˈruːθər/), född 1 september 1907 i Wheeling i West Virginia, död 9 maj 1970 i Pellston i Michigan, var en amerikansk fackföreningsledare, för United Automobile Workers (UAW). Han bidrog stort till att öka UAW:s inflytande inte bara inom bilindustrin men även inom Demokratiska partiet och Congress of Industrial Organizations (CIO) under mitten av 1900-talet.

## Biografi
Walter Reuther var son till en socialistisk bryggeriarbetare som hade emigrerat från Tyskland. Han började vid Ford Motor Company 1927 som verktygsmakare. Han blev permitterad 1932 då den stora depressionen förvärrats. I hans anställningsliggare hos Ford påstås att han slutade frivilligt, men Reuther själv hävdade alltid att han fick sparken för sin alltmer synliga socialistiska verksamhet. Tillsammans med sin bror Victor flyttade han till Europa och arbetade där 1933-1935 i en bilfabrik (GAZ) vid Gorkij i Sovjetunionen som byggdes i samarbete med Henry Ford.
Även som en engagerad socialist, blev Reuther aldrig en kommunist. Han återvände till USA där han fick anställning på General Motors och blev aktiv medlem i United Automobile Workers (UAW). Han förblev aktiv i Socialist Party of America men misslyckades 1937 i sitt försök att bli vald till Detroit Common Council. Imponerad av de insatser som president Franklin D. Roosevelt gjorde för att ta itu med ojämlikheten, gick han så småningom med i det demokratiska partiet.
Som ordförande i UAW från 1946 framtvingade han avsevärda förbättringar för USA:s bilarbetare. Han motarbetade gangsterinflytande och bossvälde i fackföreningsrörelsen och var också starkt internationellt inriktad. År 1949 hade han blivit en ledande liberal och anhängare av New Deal-koalitionen, som arbetade för att stärka den fackliga rörelsen och ge fackliga ledare en starkare röst i den statliga och nationella demokratiska partipolitiken. Under 1960-talet var han en stor anhängare av medborgarrättsrörelsen.
Reuther omkom i en flygolycka 1970.

## Hedersbetygelser
- Reuther fanns med i Time Magazines lista över de 100 mest inflytelserika personer under 1920-talet.
- President Bill Clinton tilldelade Reuther Presidential Medal of Freedom postumt 1995.
- Reuther är namngivare för det största arbetararkivet i USA, plats för över 22 000 hyllmeter originaldokument knutna till arbetarrörelsen. Walter P. Reuther Library, Archives of Labor and Urban Affairs ligger i Detroit och är en del av Wayne State University.
- Interstate 696 i Metro Detroit har namnet Walter P. Reuther Freeway.
- Ett sjukhus i Westland, Michigan, är uppkallad efter honom.
- Reuther Middle School, en del av Rochester Community Schools i Rochester Hills, Michigan, är uppkallad efter honom.
- Walter Reuther Central High School i Kenosha, Wisconsin har namn efter honom, tack vare UAW:s betydande närvaro vid stadens tidigare American Motors Corporation och Chryslers fabriker.